# Аколіт (телесеріал)
«Аколіт» (англ. The Acolyte) — американський мінісеріал, створений Леслі Гедланд для стримінгового сервісу Disney+. Він є частиною медіафраншизи «Зоряні війни» та розповідає про події, що відбулися наприкінці епохи Розквіту Республіки до основних фільмів серії.
Головні ролі в серіалі виконують Амандла Стенберг та Лі Чон Че. Наприкінці 2019 року Гедланд заявила про бажання попрацювати з франшизою «Зоряні війни» і на початок квітня 2020 року розпочала розробку нового серіалу для Lucasfilm. Серіал під назвою «Аколіт» був анонсований у грудні того ж року, зйомки розпочалися у листопаді 2022 року у Лондоні. Тривав 8 епізодів з 4 червня по 16 липня 2024 року, транслюючись на Disney+.

## Назва
Назва серіалу «Аколіт» означає «учень» або «послідовник». У Всесвіті «Зоряних Війн» терміном «Аколіт» називають учнів Ситхів (подібно до того як учнів Джедаїв називають терміном «Падаван»). Очевидно, що «Аколітом», тобто головним героєм серіалу є Мая Анісея.

## Сюжет
Дія «Аколіта» відбувається в період, який називається «Висока Республіка» в «галактиці похмурих таємниць і сили темної сторони, що росте», приблизно за 100 років до подій фільму «Зоряні війни. Епізод I: Прихована загроза». Колишній падаван возз'єднується зі своїм майстром-джедаєм, щоб розслідувати серію злочинів. Однак сили, з якими вони стикаються, є зловіснішими, ніж вони могли очікувати.

## Епізоди
| № серії | Назва серії                                         | Режисер(и)         | Сценарист(и)                                   | Оригінальна дата виходу |
| --- | --------------------------------------------------- | ------------------ | ---------------------------------------------- | ----------------------- |
| 1 | «Загублена / Знайдена (англ. Lost / Found)»         | Леслі Гедленд      | Леслі Гедленд                                  | 4 червня 2024           |
| За 100 років до появи Галактичної Імперії у барі на планеті Уеда майстра-джедая Індару вбиває жінка з кинджалами. Бармен впізнає нападницю як Ошу Анісейю, колишню ученицю Індари. Насправді Оша в той час займається небезпечним ремонтом космічного корабля. Її відвідують і арештовують лицар-джедай Йорд Фандар і його падаван Тасі Лова. По дорозі до Корусанта, галактичної столиці, в'язні на кораблі тікають. Корабель падає на планеті Карлак серед засніжених скель. Оша бачить видіння своєї сестри-близнючки Маї, яку вважали загиблою під час пожежі, яка забрала життя їхньої родини в дитинстві. Оша робить висновок, що Мая жива і вбила Індару. Майстер-джедай Вернестра Рво посилає Майстра Сола, колишнього вчителя Оші, до Карлака разом із його нинішнім падаваном, Джекі Лоном і Йордом. Вони знаходять Ошу, і Сол вірить у її розповідь про Маю. В іншому місці Мая зустрічається зі своїм таємничим господарем, який дає їй завдання вбити джедая без використання зброї. |                                                     |                    |                                                |                         |
| 2 | «Помста / Справедливість (англ. Revenge / Justice)» | Леслі Гедленд      | Джейсон Мікаллеф і Шармен Дегрейт              | 4 червня 2024           |
| Мая намагається вбити майстра-джедая Торбіна в храмі на планеті Олеґа, але той захищений Силою під час медитації та не звертає уваги на нападницю. Тому Мая відступає. Вернестра посилає Сола, Джекі, Йорда та Ошу розслідувати напад. Мая зустрічається з аптекарем Ціміром, який пропонує отруту з її рідної планети Брендок. Мая пропонує Торбіну прийняти отруту як спокуту за його вчинок десятирічної давнини. Джедай перериває медитацію, приймає отруту й помирає. Мая тікає, а Оша прикидається нею, щоб отримати інформацію від Ціміра. Хоча Цімір здогадується, що перед ним самозванка, він встиг виказати свою причетність до вбивства. Вночі Сол стикається з Мая і повідомляє їй, що Оша теж жива. Оша намагається приголомшити Маю, але промахується, і Мая знову тікає. Пізніше вона повертається за Ціміром і погрожує йому через розмову з джедаями. Але той переконує її залишити його живим, оскільки знає розташування наступної цілі — джедая Келнакка на планеті Гофар. |                                                     |                    |                                                |                         |
| 3 | «Доля (англ. Destiny)»                              | Коґонада           | Жасмін Флурной та Ейлін Шім                    | 11 червня 2024          |
| 16 років тому Оша та Мая жили в ковені відьом на Брендоку. Керівниця ковену, мати Анісея, створила близнючок без батька, а виношувала їх інша відьма, мати Коріл. Анісея вчить дітей, що джедаї зловживають Силою, яку вона називає Ниткою, що пов'язує усе в світі. Близнючки проходять церемонію посвячення в ковен, але їхні думки про все різняться. Оша неохоче погоджується на церемонію, коли втручаються джедаї: Індара, Келнакка, Торбін і Сол. Вони заявляють, що діти повинні вільно вирішити: бути в ковені чи приєднатися до джедаїв. Відьми не можуть відмовити джедаям, але Анісея просить дітей зумисне провалити тест на здатність користування Силою. Оша вирішує лишитися з джедаями. Розлючена Мая, щоб лишити сестру в ковені, влаштовує пожежу. Сол рятує Ошу, а Мая падає з моста. Решту відьом потім знаходять мертвими. Джедаї везуть Ошу на Корусант, і Сол обіцяє навчати її. Але Мая вижила і, не знайшовши сестру в її улюбленому місці, вирішує, що вона загинула. |                                                     |                    |                                                |                         |
| 4 | «День (англ. Day)»                                  | Алекс Гарсіа Лопес | Клер Кічел і Кор Адана                         | 18 червня 2024          |
| Мая і Цімір вирушають на пошуки наступної цілі, джедая-вукі Келнакки, що живе в джунглях планети Гофар. Сол та інші джедаї припускають, що вчителем Мая є хтось із джедаїв, якого помилково вважають мертвим. Сола та Ошу разом із групою джедаїв, включаючи Йорда та Джекі, посилають схопити Маю. На Гофарі вони користуються послугами слідопита Базіла, щоб розшукати Келнакку за запахом. Зв'язок Оші з Силою зростає, це відчуває величезна комаха, що атакує джедаїв. Мая відмовляється від місії вбивати джедаїв, оскільки робила це з мотивів помсти за Ошу, яка виявилася живою. Вона затримує Ціміра в пастці та поспішає здатися Келнацці, щоб розповісти джедаям про свого вчителя. Однак вона виявляє, що Келнакку вже хтось убив за допомогою світлового меча. Інші джедаї незабаром прибувають і оточують Маю, наказуючи їй здатися, але перш ніж вона встигає щось зробити, позаду з'являється її вчитель. Він вмикає свій світловий меч і відкидає всіх навколо Силою. |                                                     |                    |                                                |                         |
| 5 | «Ніч (англ. Night)»                                 | Алекс Гарсіа Лопес | Кор Адана і Кемерон Сквайрс                    | 25 червня 2024          |
| Оша стає свідком того, як таємничий воїн у масці вбиває всіх джедаїв, крім Йорда, Джекі та Сола. Сол рятує Ошу від воїна та передає Йорду. Він вимагає від ворога розкрити свою особу, та воїн стверджує, що вони вже бачилися. Джекі заарештовує Маю, але таємничий воїн намагається вбити Маю за спробу його зрадити. Джекі розбиває маску воїна за мить до своєї загибелі та бачить, що це Цімір. Сол протистоїть Ціміру, який каже, що хоче користуватися Силою так, як сам захоче. Оскільки його особу викрито, Цімір намірюється вбити всіх свідків. Оша переконує Йорда повернутися, той нападає на Ціміра, але гине. Сол знову бореться з Ціміром і перемагає його, але Оша не дозволяє вбити самозваного ситха, бо той беззбройний. Вона причіпляє свого дроїда PIP-а на спину Ціміра, його світло приманює навколишніх тварин, які затягують Ціміра на дерева. Мая паралізує Сола шокером, щоб мати час поговорити з Ошею, але їй не вдається переконати сестру покинути джедаїв. Мая паралізує Ошу, а потім переодягається в її одяг і робить таку саму зачіску. Вдаючи з себе Ошу, Мая повертається з Солом на корабель джедаїв, кажучи, що її сестра загинула. Базіл іде слідом, відчуваючи за запахом Маю. На Гофарі Цімір повертається на поле бою, де натрапляє на непритомну Ошу. |                                                     |                    |                                                |                         |
| 6 | «Навчати / Розбещувати (англ. Teach/Corrupt)»       | Ганель Калпеппер   | Джейсон Мікаллеф і Джоселін Біо                | 2 липня 2024            |
| Цімір відвозить Ошу на узбережжя моря, де перев'язує її рани. Він стверджує, що був колишнім джедаєм, якого зрадив учитель, і зазначає, що його шолом з металу кортозису не тільки відбиває світлові мечі, але й ізолює думки, дозволяючи пізнати себе. Оша побоюється Ціміра, але зрештою наважується одягнути шолом. Сол і Мая повертаються на корабель і відлітають на Корусант. Сол надсилає джедаям повідомлення про провал місії. На Маю в іншому відсіку корабля нападає Базіл, вона перемагає його та закликає Сола розповісти яку таємницю про минуле він приховує. Але Сол розуміє, що перед ним не Оша, приголомшує Мей. Вернестра та невелика група джедаїв, отримавши повідомлення Сола, прибувають на місце загибелі його загону та оглядають трупи. Джедай Мог припускає, що вбивцею був сам Сол. Коли Мая отямлюється, Сол каже, що розповість їй правду про події на Брендоку. |                                                     |                    |                                                |                         |
| 7 | «Вибір (англ. Choice)»                              | Коґонада           | Шармен Де Грате, Джен Річардс і Жасмін Флурной | 9 липня 2024            |
| Як з'ясовується, 16 років тому четверо джедаїв досліджували прояви Сили на Брендоку. За всіма параметрами планета повинна була бути мертва, але завдяки Силі там з'явилося життя. Рада джедаїв дізналася про близнючок, які живуть у ковені на Брендоку та постановила, що вони вже не годяться для навчання. Коріл проте прийняла рішення Оші піти в джедаї, що розгнівало Маю. Аналіз крові близнючок показав, що вони є однією особистістю в двох тілах. Торбін, який мав нав'язливе бажання повернутися на Корусант, вирішив забрати обох дівчат. Сол вирішив слідом, вони зіткнулися з ковеном і Сол убив Анісею, коли вона намагалася використати Силу. Відьми захопили контроль над Келнаккою та спрямували його проти Торбіна й Сола, доки Індара не здолала їх, зруйнувавши контроль, що вбило відьом. Тим часом почалася пожежа і Сол вирішив урятувати Ошу. Коли вони повернулися на Корусант, Індара звинуватила Маю і не повідомила раду про дії Сола, щоб він міг навчити Ошу як свого падавана. |                                                     |                    |                                                |                         |
| 8 | «Аколіт (англ. The Acolyte)»                        | Ганель Калпеппер   | Джейсон Мікаллеф                               | 16 липня 2024           |
| Сол відвозить Мей на Брендок і повідомляє своє місцезнаходження джедаям. Оша погоджується привести до Маї Ціміра, поки за нею спостерігає Дарт Плегас. Тим часом на Корусанті сенатор Раєнкур повідомляє Вернестрі, що Сенат береться за розслідування підозрілих дій джедаїв. На руїнах фортеці відьом Оша протистоїть Маї, а Сол і Цімір борються. Мая роззброює Сола, але вирішує залишити його живим, щоб він міг зізнатися у своїх злочинах Раді джедаїв. Сол повідомляє, що Мая і Оша — це одна людина в двох тілах, і зізнається у вбивстві Анісеї. Оша в люті вбиває Сола за допомогою Сили, забирає його світловий меч і псує кайбер-кристал у ньому, перетворюючи меч із синього на червоний. Потім вона тікає з Маєю до того, як Вернестра прибуває з групою джедаїв і знаходить тіло Сола. Сестри миряться, і Оша погоджується тренуватися з Ціміром. Цімір використовує Силу, щоб стерти пам'ять Маї й дати їй шанс почати життя без почуття провини. Вернестра приховує правду про події на Брендоку, поклавши вину за всі смерті на Сола. Наприкінці виявляється, що Цімір колись був учнем Вернестри, і вона хоче знайти його за допомогою Маї. Вернестра доповідає про це Йоді.                                                                                                   |                                                     |                    |                                                |                         |

## У ролях
| Актор             | Роль            |
| ----------------- | --------------- |
| Менні Хасінто     | Каймір          |
| Амандла Стенберг  | Мая Анісея      |
| Амандла Стенберг  | Оша Анісея      |
| Джоді Тернер-Сміт | Анісея          |
| Лі Джон Дже       | Майстер Сол     |
| Дафні Кін         | Джекі Лон       |
| Керрі-Енн Мосс    | Майстер Індара  |
| Дін-Чарльз Чепмен | Майстер Торбін  |
| Вукі              | Майстер Кілнака |
| Чарлі Барнетт     | Йорд Фендер     |
| Тара Шюн          | Тасі Лова       |
| Ребекка Гендерсон | Вернестра Ро    |
| Марґарита Левієва | Коріл           |
| Дерек Арнольд     | Кі-Аді-Мунді    |

## Виробництво

### Розробка
Під час світової прем'єри фільму «Зоряні війни: Скайвокер. Сходження» (2019) телевізійній сценаристці Леслі Гедланд задали питання про її зацікавленість франшизою «Зоряні війни», і вона розповіла про те, що є великою фанаткою і виношує кілька ідей для фільмів серії, над якими вона буде готова попрацювати, якщо її про це попросить президент Lucasfilm Кетлін Кеннеді. До квітня 2020 Гедланд була залучена до роботи над жіночим серіалом у всесвіті «Зоряних воєн» для стрімінгового сервісу Disney +. На той час вже почався набір знімальної групи і планувалося, що дія відбуватиметься в іншому часовому відрізку, ніж інші проекти серії. Lucasfilm підтвердили розробку серіалу Гедланд 4 травня 2020, у День «Зоряних воєн». 10 грудня, у День інвесторів Disney, Кеннеді оголосила, що серіал називатиметься « Аколіт», а його сюжет розгорнеться за часів Розквіту Республіки до подій основних фільмів серії. Спільно з Гедланд над серіалом працювала представниця Lucasfilm Рейн Робертс, джерелами натхнення послугували ігри та книги з Розширеного всесвіту «Зоряних війн». «Аколіт» складається з восьми епізодів.
У серпні 2024 року Disney+ скасував другий сезон «Аколіта», пославшись на меншу, ніж очікувалося, кількість глядачів.

### Сценарій
Гедланд зібрала команду сценаристів до червня 2021 року, багато її членів мали різні стосунки із всесвітом — хтось був фанатом лише Оригінальної трилогії, зокрема проектів Дейва Філоні, а хтось взагалі не був фанатом серії. Кемерон Сквайрс виступила штатним сценаристом. У травні 2022 Гедланд сказала, що робота над сценаріями практично завершена. Вона сказала, що в «орієнтованому на жіночу аудиторію» серіалі буде протагоніст-жінка, але також будуть чоловічі персонажі, а чоловіки теж зможуть подивитися серіал. Вона також розповіла про те, що у проекті будуть представлені нові персонажі та канон, і висловила сподівання, що це буде цікаво фанатам, але розуміла, що не всім це сподобається, і вважала це нормальним у зв'язку з великою кількістю інших проектів із «Зоряних війн», у виробництві.
На пітчингу Гедланд розповіла, що хотіла дослідити франшизу з погляду лиходіїв, і порахувала часи Розквіту Республіки кращим відрізком для цього, оскільки «погані хлопці не мали неймовірну чисельну перевагу [на той момент часу і були] невдахами». Lucasfilm на той момент запустили в роботу серію книг про Розквіт Республіки та були зацікавлені у більш детальному дослідженні цієї теми у серіалі. Компанія також хотіла показати нові історії у тимчасовій лінії «Зоряних воєн» поза фільмами та іншими серіалами, такими як «Мандалорець». Гедланд сказала, що в серіалі будуть розглянуті елементи «політики, особистості та духовності» з епохи Розквіту Республіки. Таким чином вона збиралася пояснити, як імператор Палпатін у фільмах зміг впровадитися в Галактичний Сенат, запитуючи: «Як ми дійшли до того моменту, коли владика ситхів потрапив до Сенату, і ніхто з джедаїв нічого не запідозрив? [Що] пішло не так?» Вона описала еру Розквіту Республіки як «епоху Відродження чи Просвітництва» і зазначила, що Орден джедаїв на той момент ще не є «аскетичними, монахоподібними фігурами, що присвятили все життя самовідданості та хоробрості», якими їх зображають у фільмах, а натомість його члени носять «форми золотого і білого кольорів, коли дивишся на які, виникає відчуття, що вони ніколи не брудняться … саме так вони і потрапляють в палітурку».

### Дизайн
Обговорюючи те, як виглядатиме серіал, Гедланд зазначила, що Лукасу хотілося, щоб у Оригінальної трилогії був «особливий вид розкладання… це обжитий науково-фантастичний фентезійний світ, не витончений, не так добре складений», але він зробив Трилогію приквелів «набагато більше витонченою, приємнішою оку, майже просунутою». Гедланд хотіла перенести в «Аколіт» концепцію: «що далі ти рухаєшся назад, то цікавіше, новіше і витонченіше все виглядає».

### Зйомки
Знімальний період розпочався у листопаді 2022 року на студії Pinewood Studios на околицях Лондона із застосуванням технології StageCraft. Зйомки проходили під робочою назвою «Парадокс».

## Сприйняття
Перші епізоди серіалу отримали шквал критики від пересічних глядачів, тоді як сприйняття журналістами було більш позитивним. Частина глядачів вороже сприйняла те, що «Аколіт» має найбільш неоднорідний акторський склад щодо рас і сексуальної орієнтації серед ігрових серіалів за «Зоряними війнами». В той же час серіал зібрав на Disney+ у перший день показів 4,8 млн переглядів, що зробило його найбільшим дебютом серіалу в цьому сервісі у 2024 році.
Агрегатор рецензій Rotten Tomatoes наводить середню оцінку від критиків у 80 % схвалення з середнім балом 6,95/10. Згідно з Metacritic, середньозважена оцінка серіалу складає 67 зі 100, що вказує на «загалом схвальні» рецензії.
Джеймс Даєр у Empire писав, що глибину персонажів і емоційний резонанс із «Андора» «Аколіт» намагається наслідувати у повному відриві від саги про Скайвокера. Джедаї тут постають авторитарними та навіть жорстокими, що створює передумови для сюжету. Декорації та живі зйомки є приємною зміною в порівнянні з бездушними світлодіодними екранам «Обі-Вана». Проте «Аколіт» не став сміливим кроком вперед. Різноманітні запитання, які він ставить, ніколи не зачіпають глядачів настільки, наскільки б хотілося.
На думку Ніка Шагера з The Daily Beast, серіал демонструє давно відомі декорації і незалежно від того, наскільки в ньому поєднуються персонажі, події видаються сценічними та дрібними. Це дивно, бо бюджет серіалу становив колосальні 180 млн доларів. Стернберг зручніше грати мстиву Мей, ніж лагідно чесну Ошу, однак головною проблемою «Аколіта» є не акторська гра, а базова концепція. Вона просто не показує значущості подій до пригод Скайвокера.
Денис Федорук з ITC.ua відгукнувся про серіал: «безмежно нудна, катастрофічно вторинна і штучно розтягнута історія, котра ґрунтується суто на дешевих драматургічних прийомах і, як не дивно, не приносить у звичний лор нічогісінько цікавого». «Аколіт» не просто не дотримується канону (що можна було б виправдати спробою його розширення), а випробовує на міцність фанатів. Намагаючись просувати думку про неоднозначність протиборчих сторін, «Аколіт» не має яскравих персонажів і став однозначно найгіршим серіалом за «Зоряними війнами».